# Blue Cheer
I Blue Cheer sono stati un gruppo musicale statunitense formato a San Francisco nel 1966 e scioltosi definitivamente nel 2009, dopo una prima dipartita nel 1972 e un successivo ritorno alle scene nel 1988, considerato tra i padri fondatori della musica heavy metal, dello stoner rock e del grunge.

## Storia
Storico power trio, era composto originariamente dal cantante e bassista Dickie Peterson, il chitarrista Leigh Stephens, ed il batterista Paul Whaley.; nel 1968 Stephens venne sostituito da Randy Holden
Il loro primo successo fu una cover di Summertime Blues di Eddie Cochran contenuta nell'album di debutto Vincebus Eruptum (1968). Il singolo si posizionò al numero 14 della classifica Billboard Hot 100, e fu il miglior posizionamento ottenuto da un loro singolo, mentre l'album arrivò fino alla posizione 11 della Billboard 200.
Il 12 ottobre 2009 morì il fondatore e unico membro fisso Dickie Peterson.

## Discografia parziale
Album in studio
- 1968 - Vincebus Eruptum
- 1968 - Outsideinside
- 1969 - New! Improved!
- 1969 - Blue Cheer
- 1970 - The Original Human Being
- 1971 - Oh! Pleasant Hope
- 1985 - The Beast Is... Back
- 1990 - Highlights & Low Lives
- 1991 - Dining with the Sharks'
- 2007 - What Doesn't Kill You...

Album dal vivo
- 1989 - Blitzkrieg Over Nuremberg
- 2003 - Live in Japan
- 2005 - Bootleg: Live - Hamburg - London'

Raccolte
- 1970 - The Best Of Blue Cheer
- 1982 - Motive
- 1986 - Louder Than God: The Best Of Blue Cheer
- 1988 - The History Of Blue Cheer – Good Times Are So Hard To Find
- 1990 - Summertime Blues
- 2003 - Vincebus Eruptum + Outsideinside
- 2005 - Records Of Yesteryear
- 2012 - 7
- 2017 - Beginnings

EP
- 2008 - Blue Cheer Rollin' Dem Bones

Demo
- 2018 - The '67 Demos